# Ель-Хаджера
Ель-Гаджера (араб. الحجره; англ. Al-Hajjarah, іноді пишуть Al-Hajarah або Al-Hajjara) — село в Ємені, колишнє торгове місто розташоване у мухафазі Сана.

## Розташування

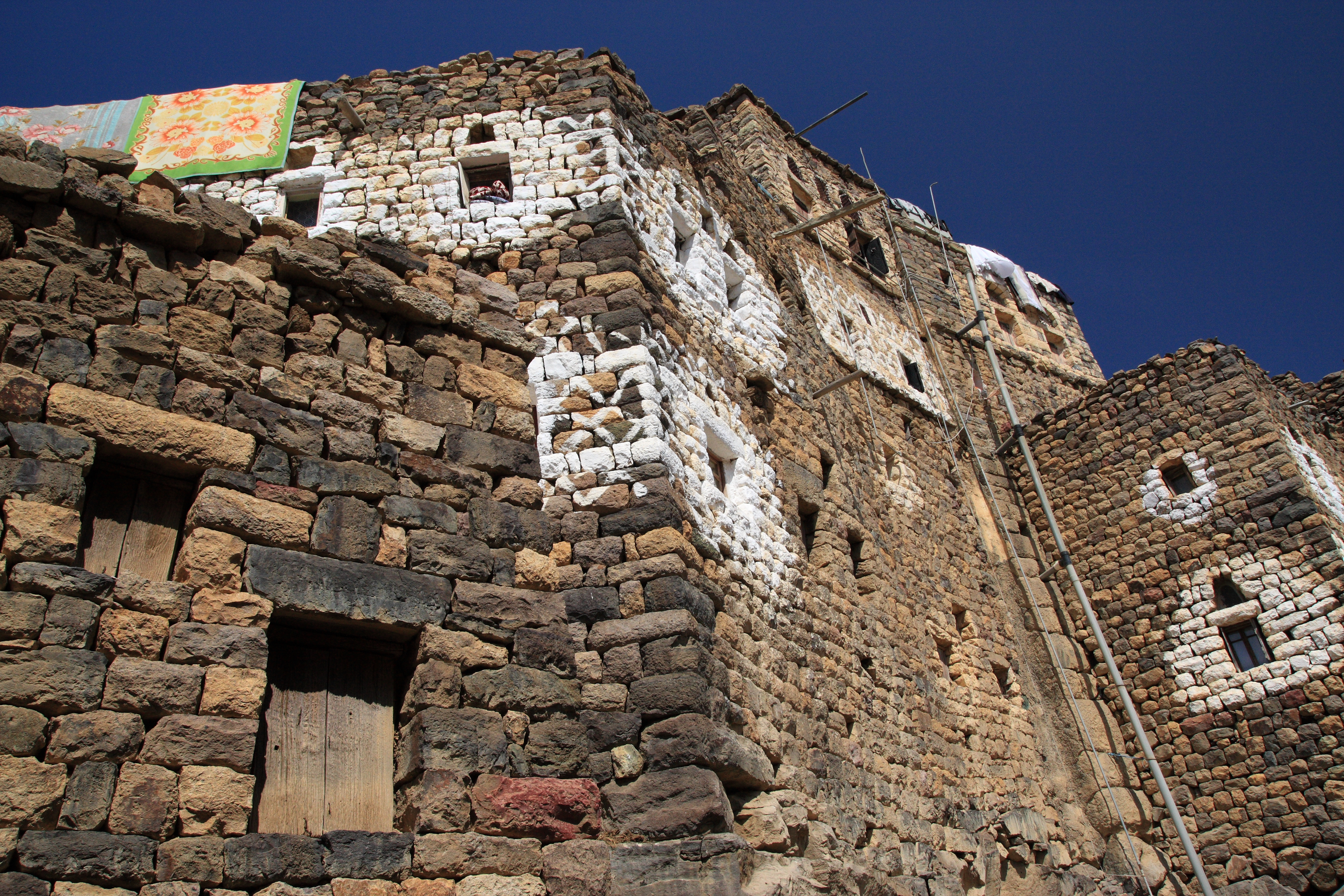
Будинки в ель-Гаджера.

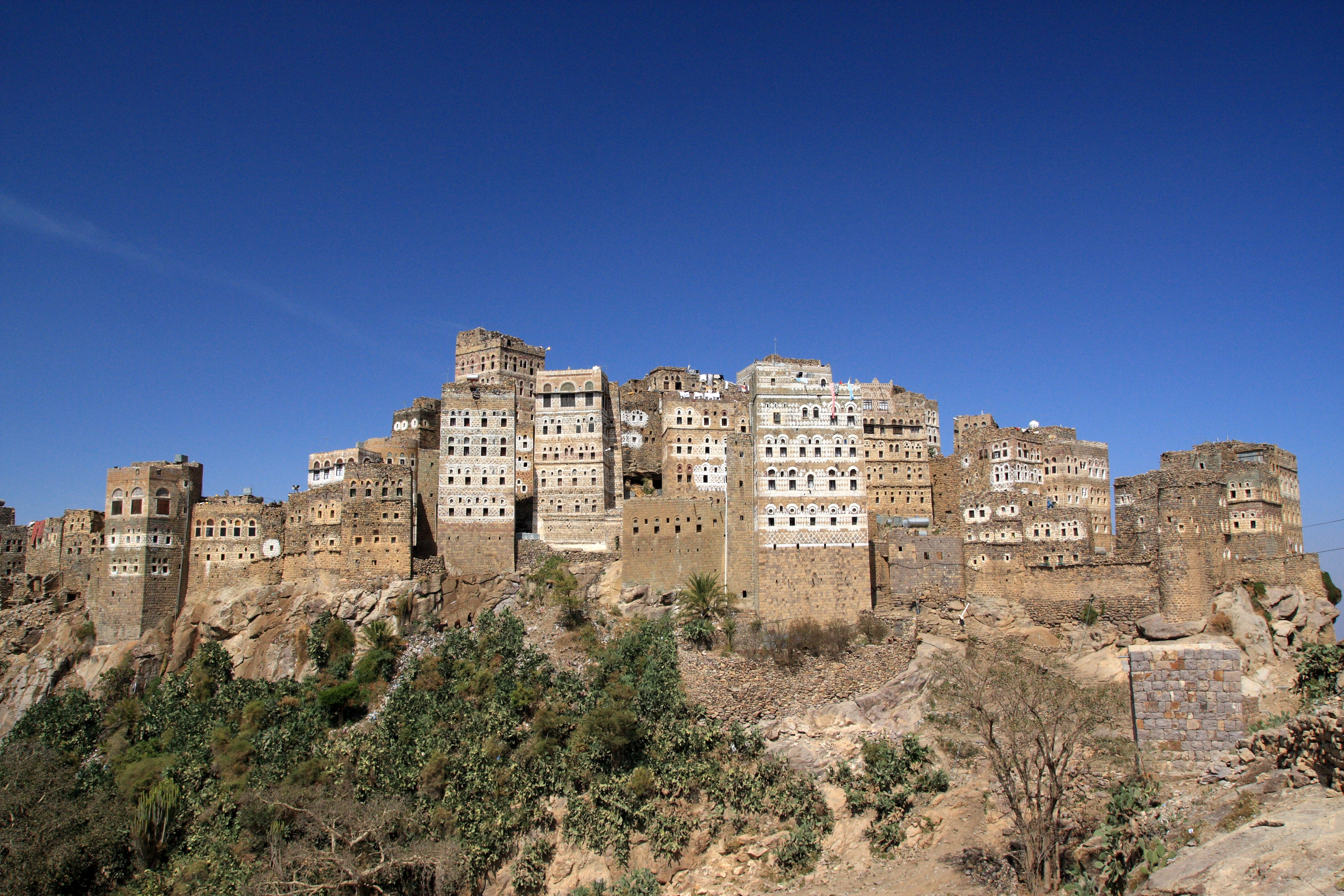
Будинки в ель-Гаджера.

Розташоване південному заході мухафази Сана в мудіріі Манакха, що розташувався вздовж дороги Сана-ель-Ходейда в гірському районі Джебель Гараз, на захід від міста Манаха.

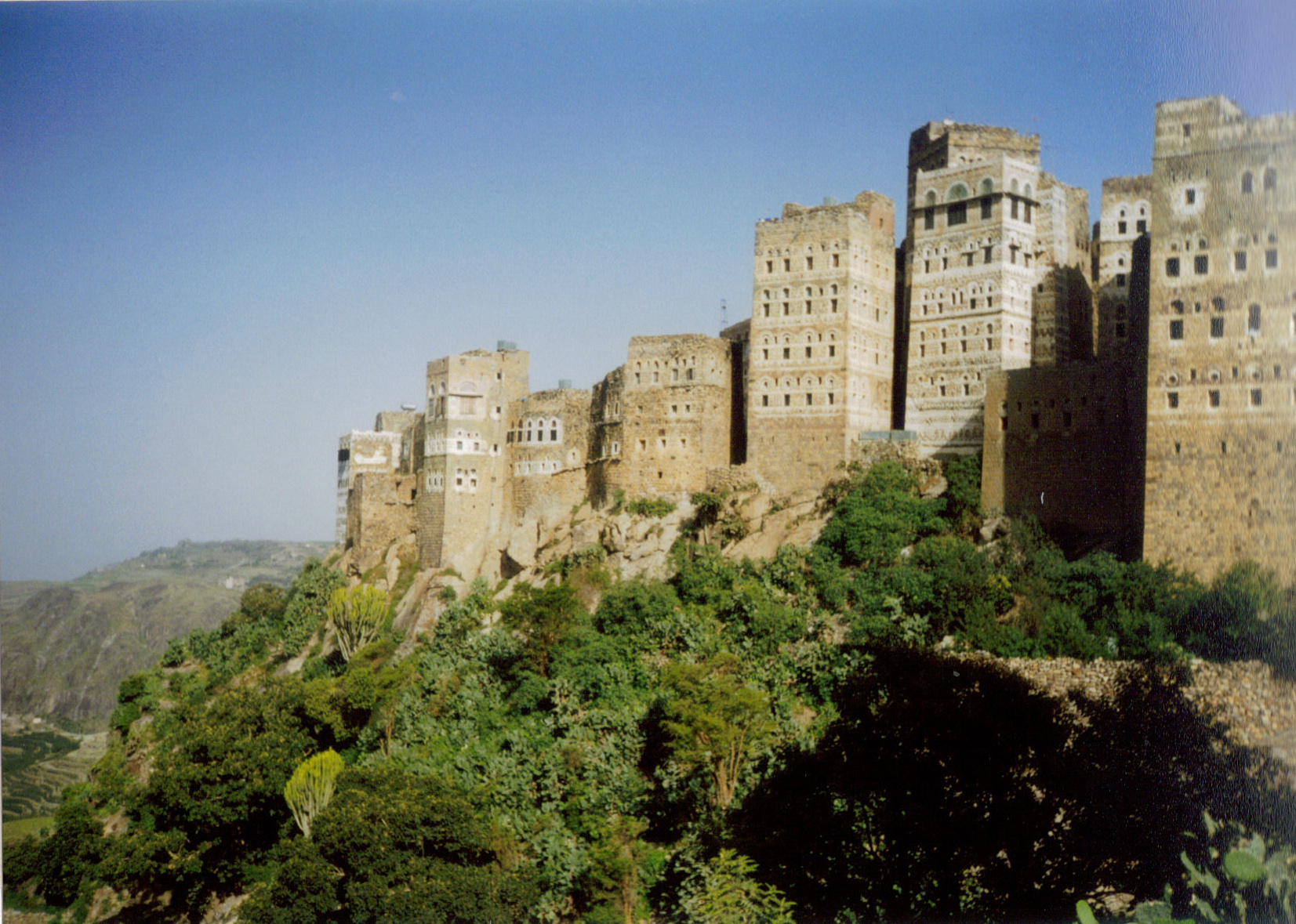
Будинки в ель-Гаджера.

## Опис
Ель-Гаджера колись була містом. Це один з найвражаючих населених пунктів в горах Ємену. Побудована на краю прірви і славиться своїми високими будинками, які побудовані на скельних схилах. Її будинки-фортеці, які побудовані з каменів здобутих з довколишнього кар'єра, зливаються з навколишньою місцевістю. Вони зроблені з не скріплених вапняним розчином масивних блоків каменів і утворюють безперервну лінію бастіону. Ці будови являють собою яскравий приклад національної єменської архітектури.

## Історія
Цитадель була заснована в XII столітті Сулайгідами і стала важливим укріпленням під час турецької окупації Ємену у зв'язку зі стратегічною важливістю місця розташування.

## Економіка і сільське господарство
Ель-Гаджера відома як виробник перцю.

## Туристичний інтерес
Нині ель-Гаджара використовується як базовий табіру для треккенгу. У ель-Гаджера знаходиться колишня резиденція імама Яг'я Магомет Гамід ад-Дін, підписавшего італо-єменський договір 1926 року.

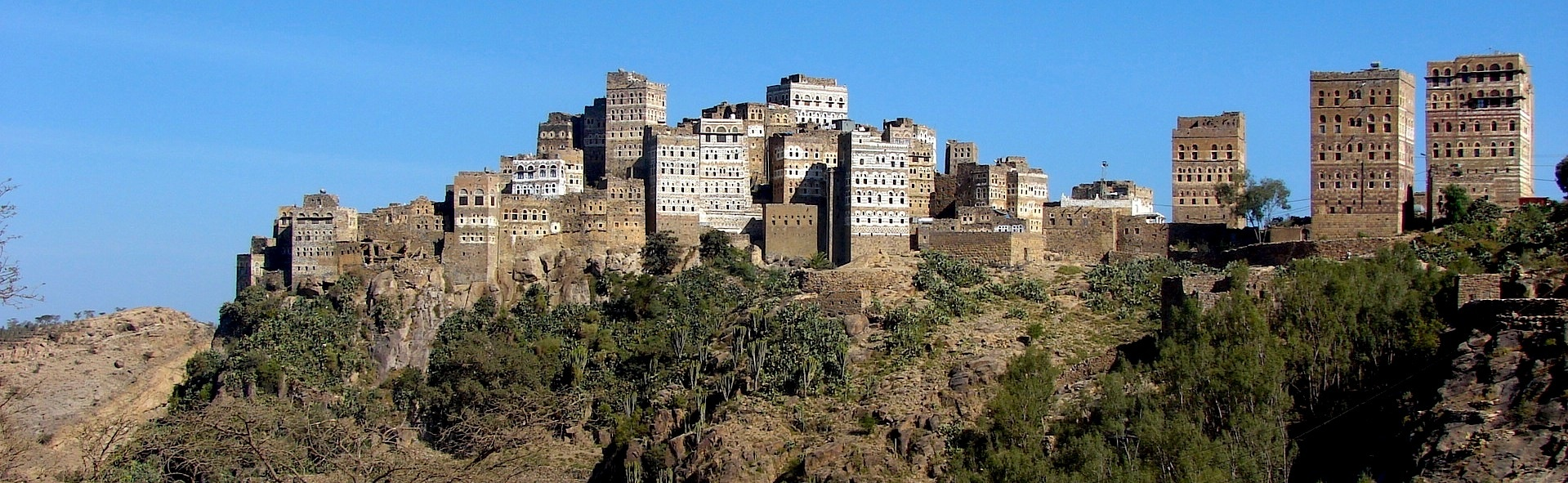
Ель-Гаджера.